# Treat Her Like a Lady (The Temptations)
Treat Her Like a Lady is een single van The Temptations. Het is afkomstig van hun album Truly for You. Het nummer was het zangdebuut (qua single) van Ali-Ollie Woodson. Hij tekende samen met Otis Williams ook voor het lied. Het nummer werd medegeproduceerd door Al McKay en Ralph Johnson, die eerder hadden gewerkt met Earth, Wind & Fire.
Het betekende een terugkeer in de Nederlandse hitparades van deze groep na meer dan vijf jaar afwezigheid.

## Hitnotering
In de Britse Single top 50 stond het plaatje tien weken genoteerd met als hoogste positie nummer twaalf. In de Billboard Hot 100 haalde het “slechts” de 48e plaats in veertien weken notering. In de gelieerde Rhythm and blues-lijst haalde het de tweede plaats.

### Nederlandse Top 40
| Positie: | 33 | 22 | 16 | 15 | 15 | 16 | 21 | 27 | uit |

### NederlandseMega top 50
| Positie: | 23 | 16 | 20 | 22 | 22 | 23 | 43 | uit |

### BelgischeBRT Top 30
| Positie: | 27 | - | - | 23 | uit |

### VlaamseUltratop 50
| Positie: | 35 | 34 | 34 | 25 | uit |

### NPO Radio 2 Top 2000
Treat Her Like a Lady stond alleen in 1999 in de NPO Radio 2 Top 2000, op plek 1877.